# Belén megye
Belén egy megye Argentínában, Catamarca tartományban. A megye székhelye Belén.

## Települések
A megye a következő nagyobb településekből (Localidades) áll:
- Barranca Larga
- Belén
- Cóndor Huasi
- Corral Quemado
- El Durazno
- Farallón Negro
- Hualfín
- Jacipunco
- La Puntilla
- Las Juntas
- Londres
- Los Nacimientos
- Pozo de la Piedra
- Puerta de Corral Quemado
- Puerta de San José
- Villa Vil

Kisebb települései (Parajes):
| - Agua Caliente - Agua Colorada - Agua del Monte - Agua Quemada - Angostura - Asampay - Barrio Artaza - Barrio El Molino - Cabra Ciénaga - Chaupiyaco - Chusco - Ciénaga Larga - Colorado - Conejo - Cueva Amarilla - Culampaja - El Corral - El Eje - El Puesto - El Quimivil - El Rodeo - El Shincal - El Sosiego - El Suncho - El Totoral - El Zapallar - Grumi - Huasayaco - Huasi Ciénaga - Hunquillar - La Aguada - La Banda - La Ciénaga de Abajo - La Ciénaga de Arriba - La Cuesta | - La Esquina - La Estancia - La Falda - La Lomita - La Mesada - La Ovejería - La Piedra Larga - La Posición - La Puerta - La Ramada - La Sarnosa - La Toma - La Zarza - Las Barrancas - Las Cuevas - Las Granadillas - Las Lomas | - Las Morcillas - Loconte - Loma Bola - Ojo de Agua - Paloma Yaco - Pampa Ciénaga - Papachacra - Pena - Puesto Helado - Puma Huasi - Quebrada Belén - Salcito - San Fernando - Trapiche - Tras Río - Vallecito - Vicuña Orco |

## Gazdaság
Mezőgazdaság és a bányászat a gazdaság alappillére. Arany- és ezüstbányászat is zajlik a megye területén.